# Xavier Guelfi
Xavier Guelfi, est né le 15 décembre 1993 à Nogent-sur-Marne, est un acteur français.

## Biographie
Xavier Guelfi grandit à Thonon-les-Bains puis à Metz. Au conservatoire municipal de Metz à 16 ans, il rencontre des metteurs en scène qui l’amèneront à s’engager pleinement dans le métier d’acteur. Il travaille entre autres avec Guillaume Vincent, Laurent Gutmann, Adeline Picault et joue au Festival d'Avignon dès 17 ans dans une mise en scène de Jean de Pange des « Correspondances » de Bernard-Marie Koltès.
En 2011, Xavier Guelfi intègre le conservatoire du 8e arrondissement de Paris en parallèle d’une licence Théâtre-Cinéma à la Sorbonne Nouvelle.
Puis il est reçu à la Classe Libre du Cours Florent dont il sort en 2015.
Xavier Guelfi tourne alors dans différents films : Le Brio d'Yvan Attal, J'irai où tu iras de Géraldine Nakache, Les Hirondelles de Kaboul, de Éléa Gobbé-Mévellec et Zabou Breitman, Au bout des doigts de Ludovic Bernard, notamment.
Depuis 2016, il joue le rôle d'un jeune homme avec un syndrome d'Asperger dans le seul en scène Tendres Fragments de Cornelia Sno mise en scène par Jean-François Auguste et écrit par Loo Hui Phang. Ce spectacle engagé sera joué plus de cent fois (au TGP Saint Denis, CDN de Caen, au CDN de Montreuil etc.).
Depuis 2018, dans la série de France 3 Alexandra Ehle,  il tient l'un des rôles principaux, celui de Théo Durrell, médecin légiste et assistant du rôle-titre incarné par Julie Depardieu.
En 2021, il est à l'affiche du film Les Amours d'Anaïs  de Charline Bourgeois-Tacquet, qui était à la Semaine de la critique du Festival de Cannes 2021. Il y interprète le rôle de Balthazar, frère drolatique d’Anaïs, incarnée par Anaïs Demoustier.

## Filmographie

### Cinéma
- 2012 : Bullets, court-métrage de Raphaël Deslandes : Benjamin
- 2017 : Le Brio, film d'Yvan Attal : l'étudiant anti-racisme
- 2018 : Dans la peau de Don Quichotte, film de Samuel Hercule et Métilde Weyergans  : Pedro
- 2018 : Au bout des doigts de Ludovic Bernard : Kévin
- 2019 : Les Hirondelles de Kaboul de Zabou Breitman et Éléa Gobbé-Mévellec : Aslan (voix)
- 2019 : J'irai où tu iras de Géraldine Nakache : l'invité du mariage
- 2021 : Les Amours d'Anaïs de Charline Bourgeois-Tacquet : Balthazar

### Télévision
- 2012 : Q.I (serie télévisée) : Marcus (dans 5 épisodes)
- 2015 : La famille Millevoies (série télévisée) : Nicolas
- 2015 : Plus belle la vie (saison 11) : Michaël Roché (dans 4 épisodes)
- 2017 : Paris, etc., série de Zabou Breitman : Le serveur  (1 épisode)
- 2018 : Lanester (épisode Les enfants de la dernière pluie) : Pierric Le Guay
- Depuis 2018 : Alexandra Ehle (série télévisée) : Théo Durrel
- 2024 : Haut les cœurs, téléfilm d'Antoine Garceau : Stéphane

## Théâtre
- 2009 : L'éveil du printemps de Wedekind, mise en scène de Guillaume Vincent
- 2009: Correspondances de Bernard-Marie Koltès, mise en scène de Jean de Pange
- 2014 : Bleu de Rémi De Vos, mise en scène de Cyril Anrep
- 2015 : Mais tous étaient frappés d'Olivier Coyette
- 2017 : Tendres Fragments de Cornelia Sno, écrit par Loo Hui Phang, mise en scène de Jean-François Auguste
- 2019 : After The End de Dennis Kelly, mise en scène d'Antonin Chalon[7]
- 2021 : Sosies de Rémi De Vos, mise en scène d'Alain Timár, Théâtre des Halles, Festival d'Avignon[8]
- 2022 : Jellyfish de Loo Hui Phang, mise en scène de Jean-François Auguste
- 2023 : Le Grand Oeuvre de René Obscur, de Bertrand de Roffignac, Cirque Électrique
- 2024 : Brasser de l'air et s'envoler de Xavier Guelfi, Théâtre La Scala Paris